# 德意志通讯社

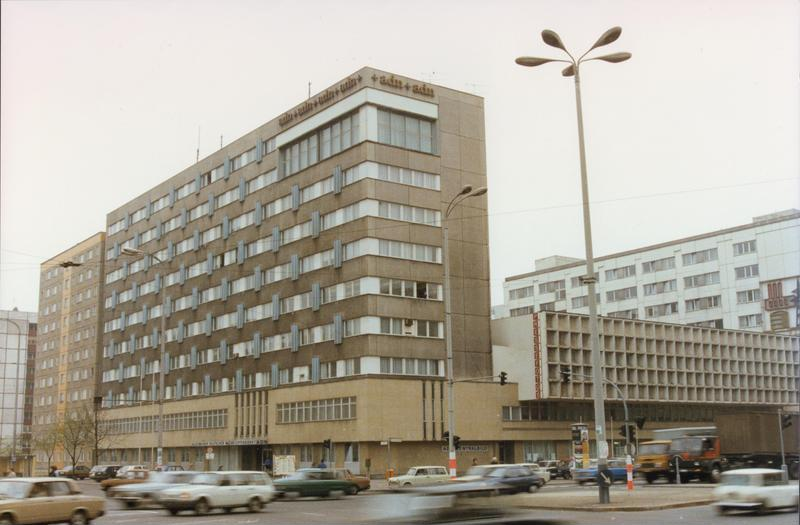
位于柏林的德意志通讯社总部，摄于1971年6月建成后不久

德意志通讯社（德語：Allgemeiner Deutscher Nachrichtendienst，ADN），是東德的国家通讯社，负责向该国的报纸和新闻广播机构供稿。

## 历史
1946年10月，德意志通讯社在苏占区以德国有限责任公司的形式成立。1953年，东德执政党德国统一社会党下令解散以有限责任公司形式存在的德意志通讯社，并以政府机构的形式重建；重建后的德意志通讯社垄断了国内和国际新闻报道。德意志通讯社隶属德意志民主共和国部长会议，但由于其承担社会宣传的职责，统一社会党对其抱有更谨慎的态度。1956年，德意志通讯社以德意志通讯社中央图片社的名义控制了东柏林的独立影像社。
1966年时的德意志通讯社章程显示，它的任务是根据执政党的纲领、党中央委员会的决议以及东德国务委员会和部长会议发布的条例来报道新闻。直到20世纪70年代末，德意志通讯社一直通过电报机编译新闻。1979年，德意志通讯社开始逐步使用電傳打字機，相关技术购于京都市的欧姆龙公司。
1989年时，德意志通讯社雇佣了大概1400名员工。1990年德国统一后，德意志通讯社很快衰退。1992年5月，由于员工人数减少到254人，其无法与西德的新闻服务机构继续竞争，于是被出售给德国电报局。中央图片社保存的大约一百万张历史照片被位于科布倫茲的德国联邦档案馆收购。